# Castile (hrabstwo Wyoming)
Castile – wieś w Stanach Zjednoczonych, w stanie Nowy Jork, w hrabstwie Wyoming.